# Adoptivní císaři
Jako adoptivní císaři se nazývají císaři vládnoucí v letech 96 n. l. (po zavraždění Domitiana) až 192 n. l. Císař si za svého života našel nástupce, kterého adoptoval za svého syna, tito nástupci se nazývají adoptivními císaři.
Dělo se tak i proto, že císař neměl potomky nebo zemřeli před tím, než dosedli na trůn. V některých případech to bylo i kvůli tomu, že musel vyhovět armádním velitelům, aby zabránil dalším povstáním (jako např. Nerva a Traianus se stal prvním císařem, který nebyl původem z Říma). 

## Císaři z dynastie „adoptivních císařů“
- Nerva (96–98 n. l.)
- Traianus (98–117 n. l.)
- Hadrianus (117–138 n. l.)
- Antoninus Pius (138–161 n. l.)
- Marcus Aurelius (161–180 n. l.)
- Commodus (180–192 n. l.)

Letopočty uvedené v závorce udávají roky, ve kterých tito císaři vládli.